# Міллертон (Айова)
Міллертон (англ. Millerton) — місто (англ. city) в США, в окрузі Вейн штату Айова. Населення — 36 осіб (2020).

## Географія
Міллертон розташований за координатами 40°50′58″ пн. ш. 93°18′21″ зх. д. / 40.84944° пн. ш. 93.30583° зх. д. (40.849346, -93.305706).  За даними Бюро перепису населення США в 2010 році місто мало площу 0,54 км², уся площа — суходіл.

## Демографія
Згідно з переписом 2010 року, у місті мешкало 45 осіб у 18 домогосподарствах у складі 10 родин. Густота населення становила 84 особи/км².  Було 26 помешкань (48/км²).
Расовий склад населення:
| - 95,6 % — білих - 2,2 % — корінних американців - 2,2 % — чорних або афроамериканців |

До двох чи більше рас належало 0,0 %. Частка іспаномовних становила 0,0 % від усіх жителів.
За віковим діапазоном населення розподілялося таким чином: 22,2 % — особи молодші 18 років, 55,6 % — особи у віці 18—64 років, 22,2 % — особи у віці 65 років та старші. Медіана віку мешканця становила 40,3 року. На 100 осіб жіночої статі у місті припадало 87,5 чоловіків;  на 100 жінок у віці від 18 років та старших — 133,3 чоловіків також старших 18 років.
За межею бідності перебувало 35,7 % осіб, у тому числі 100,0 % дітей у віці до 18 років та 20,0 % осіб у віці 65 років та старших.
Цивільне працевлаштоване населення становило 6 осіб. Основні галузі зайнятості: публічна адміністрація — 33,3 %, виробництво — 33,3 %, освіта, охорона здоров'я та соціальна допомога — 16,7 %, будівництво — 16,7 %.